# Jatropha paxii
Jatropha paxii là một loài thực vật có hoa trong họ Đại kích. Loài này được Croizat mô tả khoa học đầu tiên năm 1943.